# Walking on Air (Katy Perry)
Walking on Air è un brano musicale della cantante statunitense Katy Perry, quarta traccia del quarto album in studio Prism, pubblicato il 30 settembre 2013 come singolo promozionale dalla Capitol Records.
Il brano è stato scritto da Katy Perry e Klas Ahlund.. Dalle sonorità eurodance anni '90, è ispirato alle hit di CeCe Peniston e Crystal Waters

## Pubblicazione
Katy Perry ha collaborato con MTV e Pepsi, in cui è stata data ai fan la possibilità di ascoltare due campioni di brani inediti e votare quale volevano avere per una pubblicazione anticipata su iTunes. I fan hanno votato per due brani, Walking on Air o Dark Horse, e, in definitiva, quest'ultima ha vinto. La pubblicazione di Walking on Air è stata confermato il 19 settembre 2013e il brano è stato reso disponibile il 30 settembre 2013 tramite iTunes. Katy Perry si è esibita con la canzone lo stesso giorno della pubblicazione all'iTunes Festival, e al Saturday Night Live il 12 ottobre, creando in entrambi una scenografia composta da un velo svolazzante e un getto d'aria.

## Composizione
Walking on Air è un brano deep house, definito inoltre da Andrew Hampp, della rivista Billboard, eurodance anni '90, mentre secondo Gil Kaufman, scrittore di MTV News, assume un genere disco. Parlando della composizione del brano, Gil Kaufman ha detto:
"un coro gospel che entra in gioco durante il minuto finale e il ritmo di guida, Perry ha catturato un suono unico che tanto ricorda il classico 1970 era della disco, così come il tonfo EDM dei locali di oggi".
Katy Perry si è ispirata per il suono del brano a Finally di CeCe Peniston del 1991 e 100% Pure Love di Crystal Waters del 1994.

## Classifiche
Sulla settimana terminata il 19 ottobre Walking on Air ha debuttato al numero trentaquattro nella Billboard Hot 100. Ha inoltre debuttato al numero otto nella Digital Songs con 113 000 copie vendute.
| Classifica (2013) | Posizione massima |
| ----------------- | ----------------- |
| Australia         | 18                |
| Austria           | 35                |
| Belgio (Fiandre)  | 44                |
| Belgio (Vallonia) | 30                |
| Canada            | 12                |
| Danimarca         | 35                |
| Francia           | 25                |
| Irlanda           | 13                |
| Italia            | 20                |
| Nuova Zelanda     | 12                |
| Paesi Bassi       | 47                |
| Spagna            | 15                |
| Stati Uniti       | 34                |